# Lagraulière
Lagraulière é uma comuna francesa na região administrativa da Nova Aquitânia, no departamento de Corrèze. Estende-se por uma área de 30,75 km². Em 2010 a comuna tinha 1 119 habitantes (densidade: 36,4 hab./km²).